# Ectatomma gracile
Ectatomma gracile es una especie extinta de hormiga del género Ectatomma, familia Formicidae. Fue descrita científicamente por Emery en 1891.
Se distribuía por Italia. Su cuerpo medía aproximadamente 3,50 milímetros de longitud.